# مک‌لارن جی‌تی
مک‌لارن جی‌تی (به انگلیسی: McLaren GT) یک خودروی اسپورت جی‌تی آینده است که توسط شرکت خودروسازی بریتانیایی مک‌لارن طراحی شده و تولید خواهد شد. این خودرو، اولین خودروی جی‌تی اختصاصی شرکت مک‌لارن بوده، و بر اساس همان سکوی مورد استفاده در مدل‌های اسپیدتیل و ۷۲۰اس ساخته می‌شود.
مک‌لارن جی‌تی اولین بار در نمایشگاه خودروی ژنو سال ۲۰۱۹ رونمایی شد؛ با این حال، جزئیات و مشخصات کامل این خودرو تا پیش از ۱۵ مهٔ همان سال منتشر نشده‌بود.
طراحی جی‌تی با الهام از خودروهای مک‌لارن سنا، ۷۲۰اس، و ۵۷۰اس صورت گرفته و نمای کلی آن جهت شباهت بیشتر به یک خودروی گرند تورر، با سایر مدل‌های مک‌لارن متفاوت است. مک‌لارن جی‌تی اولین خودروی تولیدی است که از اواخر سال ۲۰۱۹ با تودوزی از جنس کشمیر عرضه خواهد شد.
فضای بار این خودرو در مجموع معادل ۰٫۵۶۹ متر مکعب (۲۰٫۱ فوت مکعب) است که حتی نسبت به خودروهای سدانی همچون کیا اپتیما و مرسدس-بنز کلاس-اس نیز فضای بیشتری را ارائه می‌دهد.

## مشخصات فنی

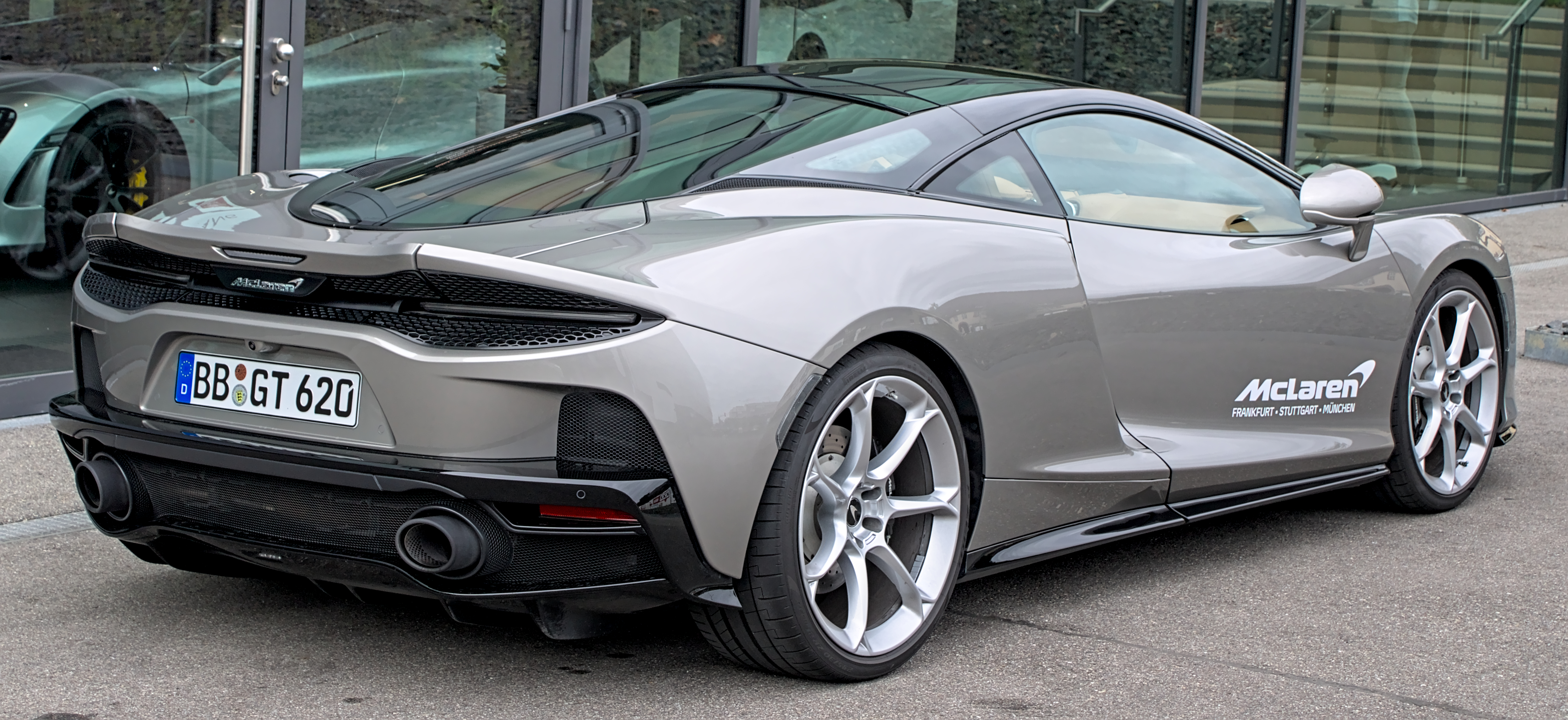
خودروی مک‌لارن جی‌تی

### پیشرانه
جی‌تی از نوع جدیدی از موتور وی۸ ام۸۴۰تی با دو توربوشارژر و حجم موتور ۳٬۹۹۴ سانتی‌متر مکعب (۴٫۰ لیتر) بهره‌مند است که پیش از این در مدل ۷۲۰اس مورد استفاده قرار گرفته‌بود. این موتور جدید که با کد اختصاصی جدید ام۸۴۰تی‌ئی شناخته می‌شود، دارای توربوشارژرهای کوچکتر بوده و این موضوع باعث شده‌است تا گشتاور تولیدی موتور از دورهای پایین‌تری در دسترس قرار گیرد. توان تولیدی این موتور معادل ۶۱۲ اسب بخار (۴۵۶ کیلووات) در دور موتور ۷٬۵۰۰ دور بر دقیقه، و گشتاور آن ۶۳۰ نیوتن متر (۴۶۵ پوند-فوت) است که از دور موتور ۵٬۵۰۰ تا ۶٬۵۰۰ دور بر دقیقه در دسترس قرار می‌گیرد. جعبه‌دندهٔ در نظر گرفته‌شده برای این خودرو نیز یک نمونهٔ ۷ سرعتهٔ اس‌اس‌جی با قابلیت تنظیم در سه حالت راحت، اسپورت و پیست است.

### تعلیق
سیستم تعلیق دوجناقی آلومینیومی و سبک‌وزن مک‌لارن جی‌تی به دو کمک‌فنر هیدرولیکی با سامانهٔ کنترل کمک‌فنر پرواکتیو مجهز شده‌است که توسط همان الگوریتم نرم‌افزاری توسعه‌یافته برای مدل ۷۲۰اس مدیریت می‌شود. این سامانه این قابلیت را دارد تا شرایط جادهٔ پیش رو را بررسی کرده و بر اساس نتایج بدست آمده، سیستم تعلیق خودرو را تنها در زمان ۲ میلی‌ثانیه مطابق با شرایط جاده تنظیم کند.

### عملکرد
خودروی مک‌لارن جی‌تی قادر است در زمان ۳٫۲ ثانیه به شتاب ۰–۱۰۰ کیلومتر بر ساعت (۰–۶۲ مایل بر ساعت)، و در زمان ۹٫۰ ثانیه به شتاب ۰–۲۰۰ کیلومتر بر ساعت (۰–۱۲۴ مایل بر ساعت) دست یابد. حداکثر سرعت اعلام شدهٔ این خودرو نیز برابر با ۳۲۶ کیلومتر بر ساعت (۲۰۳ مایل بر ساعت) است.

## طراحی

### نمای بیرونی

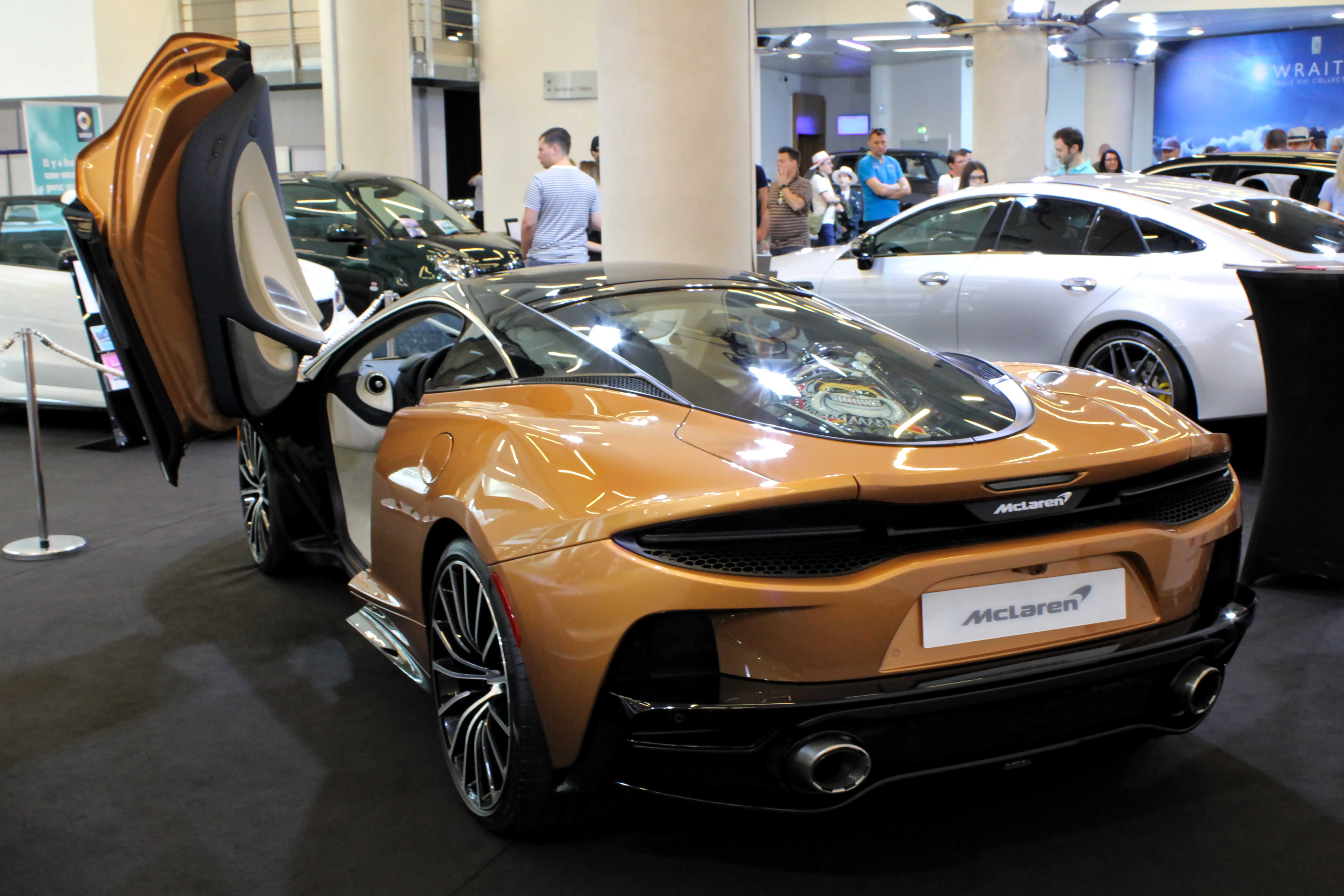
نمای عقب

در طراحی ظاهری جی‌تی از عناصر مشابه با سایر مدل‌های مک‌لارن مانند سنا، ۷۲۰اس و ۵۷۰اس بهره گرفته شده‌است. طراحی دماغهٔ خودرو و درپوش محفظهٔ بار جلو، با وجود تفاوت‌های جزئی، یادآور نمای بخش جلوی خودروی ۷۲۰اس هستند. چراغ‌های جلو نسبت به سری‌های سوپر و اسپورت مک‌لارن باریک‌تر هستند. با این حال خط شخصیتی جانبی که تا سپر عقب کشیده شده‌است، دارای شباهت‌هایی به مدل ۵۷۰اس است. سپر عقب، با دو مجرای هوا و یک شکاف‌دهندهٔ حجیم، کمی از سایر مدل‌های مک‌لارن کوچک‌تر است، اما مجراهای هوای جانبی که بیشتر به گوشه‌ها رانده شده‌اند، این خودرو را بیشتر به یک خودروی گرند تورر شبیه کرده‌اند. بر روی گلگیرهای عقب از دو ورودی هوای بزرگ استفاده شده‌است که بزرگی آن‌ها تقریباً با ارتفاع گلگیرها برابری می‌کند.
طراحی چهرهٔ کلی عقب کمی با مدل‌های کنونی مک‌لارن متفاوت بوده و از خشونت و هیجان کمتری برخوردار است. به گونه‌ای که نمی‌توان آن را با مدل خاصی از مک‌لارن مقایسه کرد. در این بخش تنها چراغ‌های عقب کمی به خودروی ۵۷۰جی‌تی شباهت دارند. خروجی‌های اگزوز نیز به مرکز بدنه نزدیکتر شده‌اند.
ارتفاع این خودرو از سطح زمین در حالت عادی ۱۰۹ میلیمتر (۴٫۳ اینچ) بوده و با استفاده از حالت بالابر، این ارتفاع به ۱۳۰ میلیمتر (۵٫۱ اینچ)، که برابر با ارتفاع یک خودروی سدان معمولی است، رسیده و زاویهٔ حملهٔ سپر جلو نیز از ۱۰ درجه به ۱۳ درجه افزایش می‌یابد تا رانندگی در شهر و عبور از دست‌اندازها راحت‌تر باشد. این موضوع، جی‌تی را به بلندترین خودرو در میان محصولات مک‌لارن بدل کرده‌است. طول این خودرو برابری با ۴٬۶۸۴ میلیمتر (۱۸۴٫۴ اینچ) است که در مقایسه با مدل ۵۷۰جی‌تی ۱۵۲ میلیمتر، و نسبت به مدل ۷۲۰اس ۱۲۷ میلیمتر طویل‌تر است. با این حال طول آن نسبت به دو مدل سنا و اسپیدتیل به ترتیب ۱۲۷ و ۴۵۷ میلیمتر کمتر است. ارتفاع این خودرو ۱٬۲۱۴ میلیمتر (۴۷٫۸ اینچ)، و عرض آن ۲٬۶۷۵ میلیمتر (۱۰۵٫۳ اینچ) است که مشابه مدل ۵۷۰جی‌تی (۲٬۶۷۰ میلیمتر) است.

### فضای داخلی

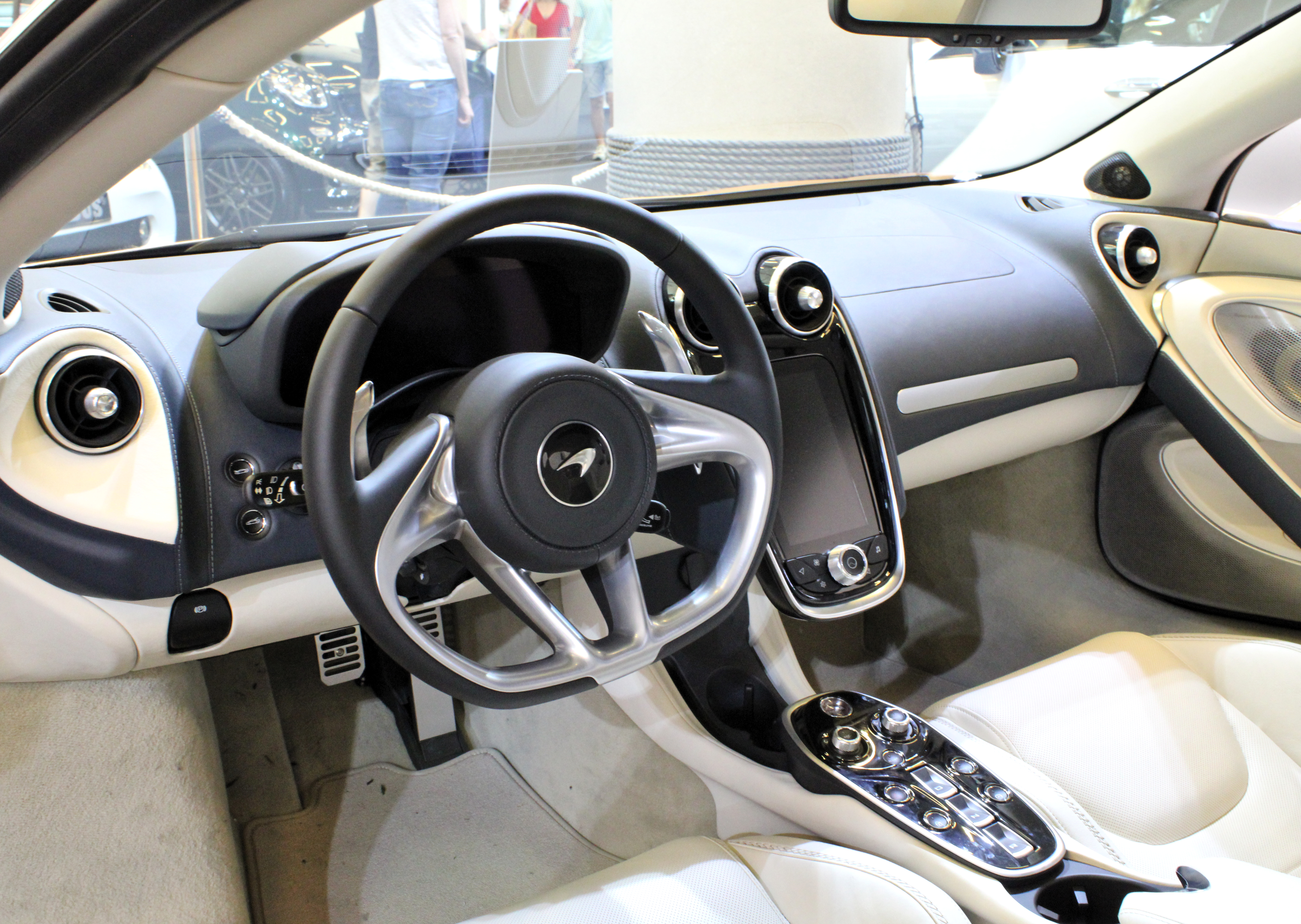
فضای داخلی

طراحی داخل کابین جی‌تی با طراحی معمول خودروهای مک‌لارن متفاوت است. نمای داشبورد به گونه‌ای طراحی شده‌است که در روبروی سرنشین کناری یک سطح صاف به چشم می‌خورد و ادواتی همچون دریچه‌های سیستم تهویه، نمایشگر ۷ اینچی سامانهٔ سرگرمی و اطلاعات و برخی کنترل‌های دیگر بر روی بخش میانی و عمودی داشبورد قرار گرفته‌اند. نشانگرهای بزرگ پشت فرمان به‌صورت دیجیتال بوده و دکمه‌ها و کنترل‌های بیشتری از جنس آلومینیوم نیز بر روی کنسول میانی قرار گرفته‌اند. برای تودوزی داخلی این خودرو، چرم و آلکانتارا از گزینه‌های قابل انتخاب هستند و کشمیر نیز از پایان سال ۲۰۱۹ در دسترس قرار خواهد گرفت و جی‌تی را به اولین خودروی تولیدی تبدیل خواهد کرد که از این نوع پارچه در تودوزی استفاده می‌کند.
سیستم تهویه مطبوع دو ناحیه‌ای به‌طور استاندارد برای مک‌لارن جی‌تی ارائه می‌شوند و تنظیمات سیستم گرمایشی و سرمایشی آن از طریق صفحهٔ لمسی میانی صورت می‌گیرد. این صفحهٔ لمسی، امکاناتی همچون مسیریابی ماهواره‌ای با اعلام زندهٔ ترافیک، اتصال بلوتوث، دسترسی به رسانه‌های جاری، دستیار صوتی، و رادیوی دیجیتال داب را در اختیار راننده قرار می‌دهد. نمایشگر ۱۲٫۳ اینچی پشت فرمان، که با الهام از نمایشگرهای هواپیما طراحی شده نیز نسبت به دیگر مدل‌های مک‌لارن متمایز است. اطلاعات سیستم مسیریاب ماهواره‌ای، تماس‌های تلفنی، موسیقی، دما و فشار باد لاستیک‌ها، و تصویر دوربین دنده عقب از جملهٔ اطلاعاتی هستند که علاوه بر اطلاعات پایه، بر روی این صفحه نمایش داده می‌شوند. سیستم صوتی جی‌تی ساخت شرکت باورز اند ویلکینز است که ساب‌ووفرهای آن از جنس الیاف کربن، و بلندگوهای پخش میدرنج آن از کِولار ساخته شده‌اند. سقف استاندارد یک پانل فیبر کربنی تشکیل شده‌است، با این حال می‌توان سقف شیشه‌ای الکتروکرومیک با قابلیت تنظیم شفافیت برای دریافت نور بیشتر یا کمتر را نیز برای آن سفارش داد.

مک‌لارن جی‌تی، برخلاف بیشتر خودروهای گرند تور که ظرفیت حمل ۲+۲ سرنشین را دارند، تنها ظرفیت دو سرنشین را دارد. محفظهٔ بار عقب این خودرو دارای فضایی معادل ۰٫۴۱۹ متر مکعب (۱۴٫۸ فوت مکعب) است که در مقایسه با مدل ۵۷۰جی‌تی ۰٫۱۹۸ متر مکعب (۷ فوت مکعب) بیشتر است. در بخش جلو نیز یک فضای بار با ظرفیت ۰٫۱۵۰ متر مکعب (۵٫۳ فوت مکعب) وجود دارد که مجموع ظرفیت بار این خودرو را به ۰٫۵۶۹ متر مکعب (۲۰٫۱ فوت مکعب) می‌رساند که در مقایسه با بسیاری از خودروهای سدان عادی مانند کیا اپتیما، هوندا آکورد، مرسدس-بنز کلاس-اس و ب‌ام‌و سری ۷ بیشتر است.